# Ta' Dmejrek
Ta' Dmejrek é o ponto mais alto de Malta. Está localizado em Siġġiewi, na ilha de Malta, a 253 metros de altitude.

## Citações externas
- "Ta'Dmejrek – Climbing, Hiking & Mountaineering" no site Mountain-forecast
- "Dingli Cliffs, Malta" no site Peakbagger